# Constitution (1822)
Ej att förväxla med den norska postångaren D/S Constitutionen!
Kungliga Postångfartyget Constitution var ett svenskt hjulångfartyg, byggt 1822 som postångfartyg för postbefordran över Östersjön.
Redan 1817 utredde Postverket ett förslag att använda postfartyg för brevbefordran över Östersjön. Överpostdirektören tillstyrkte förslaget, då två ångfartyg visserligen skulle bli dyrare än två postjakter, men samtidigt kunna transportera fler postförsändelser snabbare och att kostnaden därmed skulle bli lägre. Kunglig Majestät beslutade 1820 att träffa en överenskommelse med Preussen och posttrafik mellan Ystad och Greifswald. Preussen skulle bekosta det ena fartyget, medan Sverige skulle bekosta det andra, båda fartygen skulle dock byggas i Sverige. År 1822 var ritningarna av Johan Aron af Borneman klara och fartyget kunde börja byggas på Karlskrona örlogsvarv. På de första ritningarna var fartygen försedda med tre master med snedsegel. Alla tre masterna kom dock att förses med toppsegel. I september 1822 var själva fartygen klara och kunde seglas från Karlskrona till Samuel Owens verkstad i Stockholm för installation av ångpannorna. Den drog dock ut på tiden och först i juli 1823 var de klara och kunde avsegla mot Ystad. Han hade ursprungligen räknat med ångmaskiner om 20 hästkrafter på vardera fartyget men insåg snart att det var för lite, och i stället monterades ångmaskiner om 55 hästkrafter i fartygen. Mycket arbete kvarstod innan postfarten kunde komma igång. Det preussiska fartyget fick namnet Postdampschiff Adler, och tanken var att det svenska fartyget skulle heta Svenska Lejonet. Dagen före sjösättningen 20 augusti 1822 beslutades dock att det tilltänkta namnet skulle ändras, och hon fick istället namnet Constitution.
Då fartygens skovelhjul var ömtåliga och riskerade att skadas av is användes de endast under sommarhalvåret medan segeljakter uppehöll trafiken under vinterhalvåret. Till en början användes främst ved av gran och furu, undantagsvis björk. Från början av 1830-talet provades koleldning, dels svensk kol från Höganäs AB. Den engelska kolen var betydligt bättre, men på grund av höga tullavgifter importerades den inte till Sverige, men ett kollager med engelsk kol lades upp i Wieck. Redan vintern 1826–1827 fick Constitution genomgå reparationer i Stockholm. Nya reparationer genomfördes i Stockholm 1829–1830 och vintern 1831–1832 monterades nya ångpannor, vilka redan året därpå ersattes av nya pannor konstruerade av Anton Carlsund.
Det delade ansvaret för posttrafiken var besvärligt, och 1830 kom Sverige och Preussen överens om att Sverige skulle överta hela ansvaret för postgången mot en ersättning på 9 000 Reichstaler årligen, med början 1832. Samtidigt beslutade svenska postverket att lägga ut trafiken på entreprenad. Entreprenören Lundblad gjorde dock konkurs och rymde 1833, varvid Postverket fick återta ansvaret för trafiken. 
Constitution, som nu började bli gammal, fick smeknamnet kräket, och användes sedan nya ångfartyg under 1830-talet satts in på posttrafiken mellan Tyskland och Sverige endast i nödfall. Efter att ha avslutat säsongen 1837 seglades hon upp till Stockholm för att säljas på auktion. Vid första auktionen hittades inga köpare, men i april 1838 såldes hon till några intressenter i Norrköping med skepparen Erik Åhlström i spetsen. Hon fick ett nytt maskineri om 55 hästkrafter och namnändrades till Kronan. Under några år gick hon med pråmsläp mellan Norrköping och Stockholm, innan hon såldes till Förenade ångbåtsbolaget i Norrköping och 1841 användes till bogseringsuppdrag i Stockholms skärgård. Hon byggdes senare om till ett rent segelfartyg och sjönk 1856.
I samband med Postverkets 300-årsjubileum 1936 utgavs ett frimärke i valören 25 öre som avbildade Constitution. Den enda samtida bilden av Constitution som är bevarad är en akvarellteckning av Prins Gustaf från 1837. Bilden finns idag på Eskilstuna museer.